# 불장난 (블랙핑크의 노래)
〈불장난〉는 블랙핑크의 2016년 11월 1일에 발매된 두 번째 싱글 음반인 SQUARE TWO의 STAY와 더불어 타이틀곡이다. 